# 瓦尔德韦勒
瓦尔德韦勒是德国莱茵兰-普法尔茨州的一个市镇。总面积11.08平方公里，总人口828人，其中男性414人，女性414人（2011年12月31日），人口密度75人/平方公里。